# Deutsches Archäologisches Institut Rom

Logo des Deutschen Archäologischen Institutes

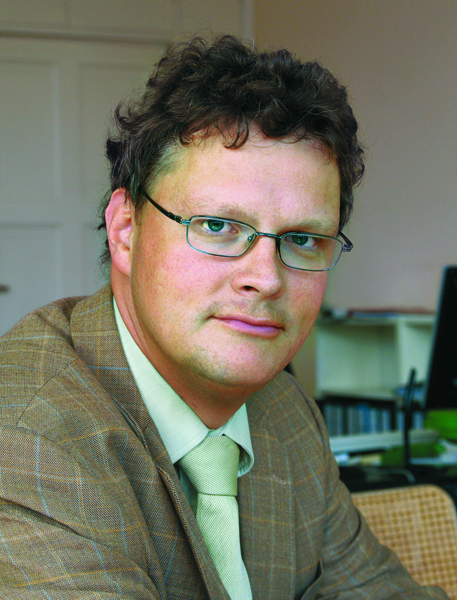
Der derzeitige 1. Direktor der Abteilung Rom des DAI, Ortwin Dally (Foto: 2011)

Die Abteilung Rom des Deutschen Archäologischen Instituts (italienisch Istituto Archeologico Germanico) ist die älteste archäologische Forschungseinrichtung in Rom und eine der Keimzellen der wissenschaftlichen Archäologie. Heute gehört das Institut als Abteilung dem Deutschen Archäologischen Institut (DAI) an, das aus dem römischen Instituto di corrispondenza archeologica hervorgegangen ist und als Anstalt des öffentlichen Rechts des Bundes mit Hauptsitz in Berlin zum Geschäftsbereich des Auswärtigen Amts gehört.
Die Abteilung Rom besitzt eine Bibliothek zur Altertumswissenschaft von weltweit zentraler Bedeutung, eine der größten spezialisierten Fotosammlungen zur Archäologie in Italien und eine Fülle von Hilfsmitteln für die wissenschaftliche Arbeit, darunter die ausgedehnten Archive und den digitalen Katalog zu schneller Auffindung der Publikationen. Im Zentrum der Forschung des DAI Rom steht die Archäologie Italiens und Nordafrikas von der prähistorischen Zeit bis ins frühe Mittelalter. Der derzeitige Direktor ist Ortwin Dally, der zweite Direktor Norbert Zimmermann.

## Geschichte und Aufgaben

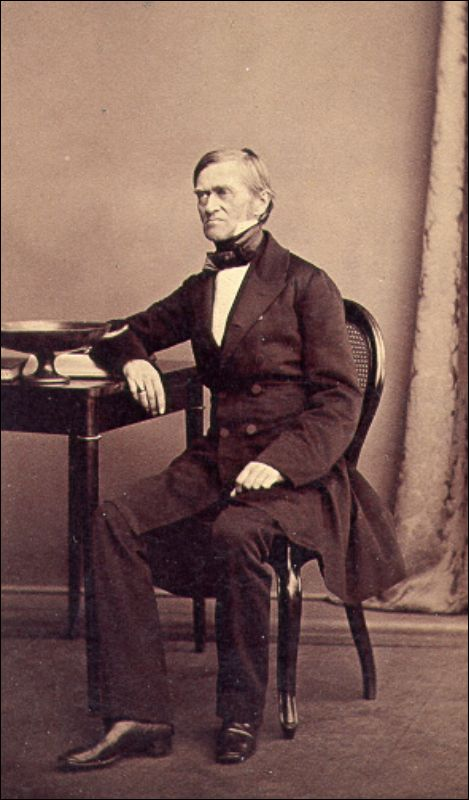
Eduard Gerhard, die treibende Kraft bei der Gründung des Instituts, in den 1860er Jahren

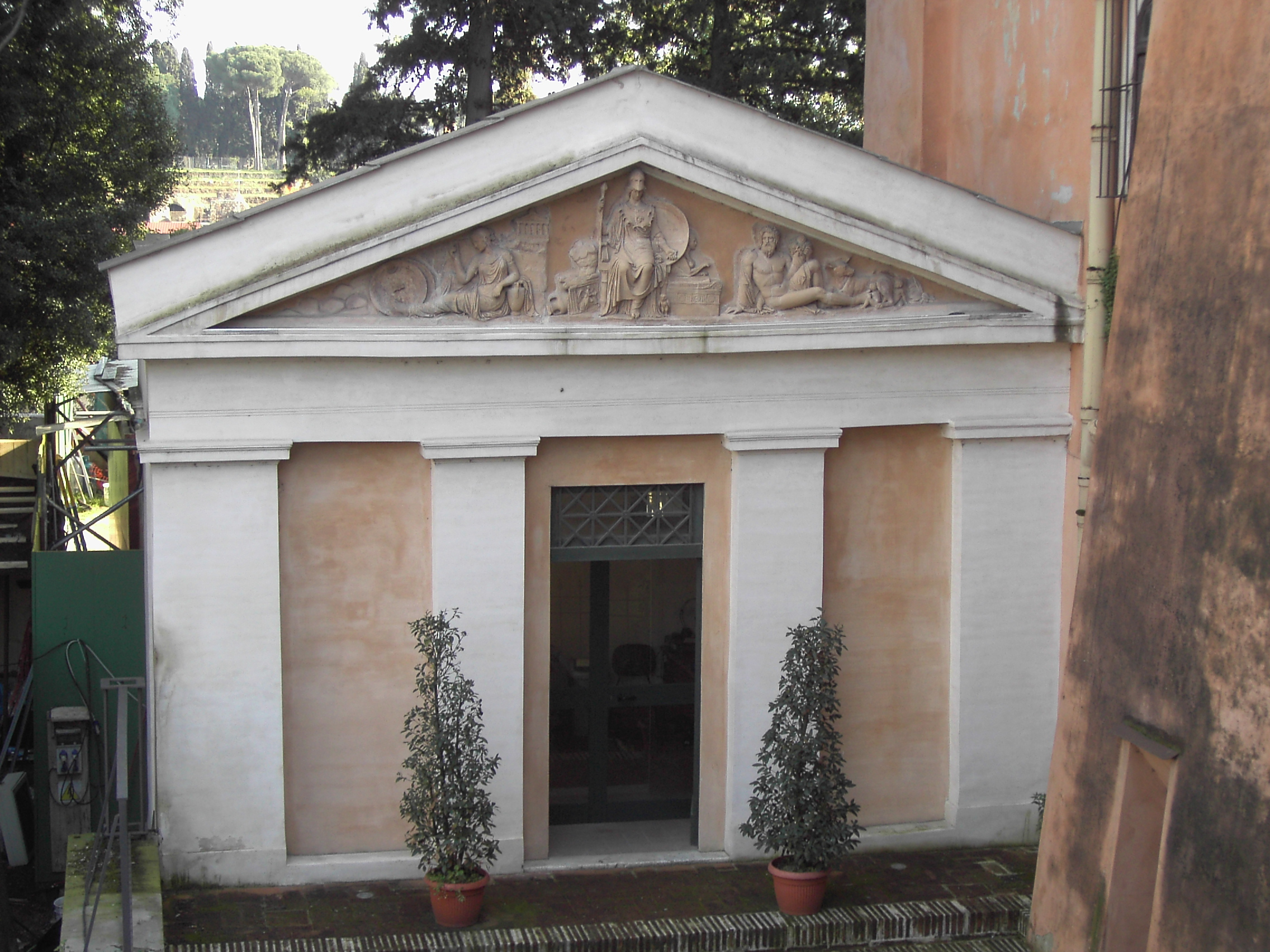
Die Casa Tarpea, erster Sitz des Archäologischen Instituts ab 1835

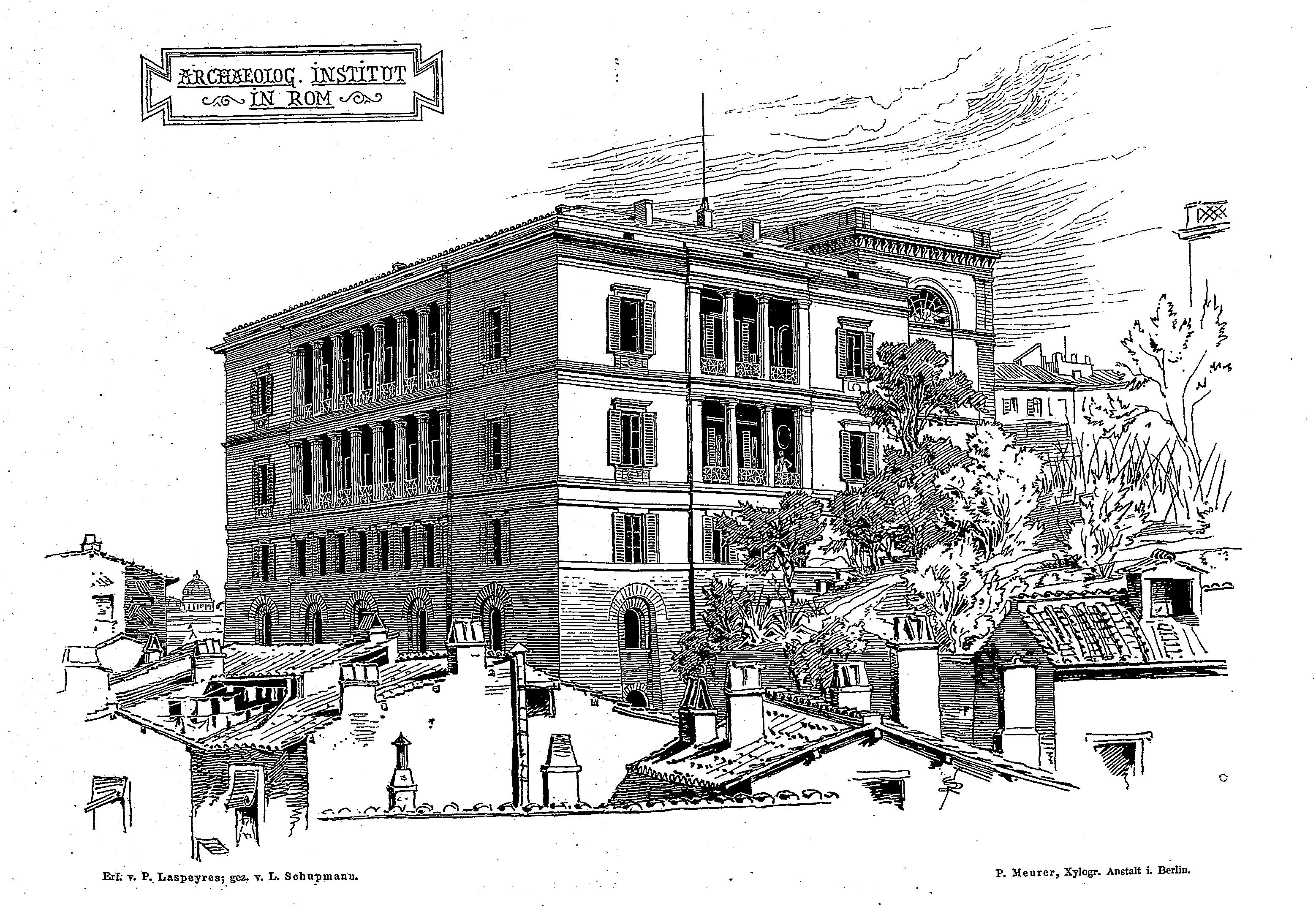
Das Gebäude des Archäologischen Instituts am Kapitol 1877

Das am 21. April 1829 auf dem Kapitol in Rom im Palazzo Caffarelli als privater Verein von einer internationalen Gruppe von Altertumskundlern und Künstlern gegründete Instituto di corrispondenza archeologica verfolgte zunächst die Sammlung und Veröffentlichung der rasch anwachsenden archäologischen Entdeckungen in Italien. In regelmäßig stattfindenden Versammlungen der Mitglieder und interessierten Gäste, den „Adunanzen“, wurden neue Funde vorgestellt, diskutiert und dabei die Methodik der sich differenzierenden und vertiefenden Altertumswissenschaften erarbeitet und verfeinert. Zugleich wurde eine Sammlung exemplarischer Artefakte und Zeichnungen von Altertümern zusammengetragen. Dem Dienst an der Altertumswissenschaft trug aber besonders die Schaffung und der Ausbau einer breit angelegten Bibliothek Rechnung. Diese ist bis heute zentraler Teil des Institutes. Seit 1835 war die von Johann Michael Knapp entworfene Casa Tarpea Sitz des Instituts.
Das Institut, das auch von den preußischen Königen stark gefördert wurde, wurde 1871 in eine Anstalt des Deutschen Reiches umgewandelt. Das seit 1874 Kaiserliche Deutsche Archäologische Institut zog 1877 in einen von Paul Laspeyres eigens in neopompejanischem Stil errichteten Bau auf dem Kapitolshügel, der der rasch anwachsenden Bibliothek ausreichenden Platz gewährte. Nun kamen auch fruchtbare Forschungen in den großen italienischen Grabungsplätzen wie in Pompeji, Rom und Unteritalien hinzu, an denen das Institut heute noch mitwirkt. Viele Einzeluntersuchungen an den großen Monumenten Roms und Latiums, aber auch Katalogarbeiten, kennzeichnen die wissenschaftliche Arbeit des Institutes.
Nach der Enteignung des Gebäudes auf dem Kapitol nach dem Ersten Weltkrieg nahm das Institut 1924 im Gemeindehaus der deutschen evangelischen Kirche an der Via Sardegna 79 seine Arbeit wieder auf, wo es seither seinen Sitz hat. Ab 1944 war das Institut in Rom in Folge des Zweiten Weltkrieges geschlossen und ab 1946 unter der Verwaltung der Unione internazionale degli istituti di archeologia, storia e storia dell’arte in Roma, erst im Sommer 1953 konnte es als deutsche Institution wiedereröffnet werden. 1964 entstand an der Via Sardegna ein zweckmäßiger Neubau.
Neben den für die deutsche Klassische Archäologie besonders kennzeichnenden kunstarchäologischen Studien in und zu den großen Sammlungen in Rom liegt das Schwergewicht heute auf historisch-topographischen, urbanistischen und architektonischen Fragen. Die komplexen Untersuchungen, die auch vermehrt interdisziplinäre Forschung erfordern, sind meist in enger Kooperation mit den Institutionen des Gastlandes, fallweise auch in internationaler Zusammenarbeit angelegt. Auch deutsche Universitäten werden dabei einbezogen. So erfüllt das Institut neben seinem eigenen Forschungsauftrag den der Vermittlung deutscher universitärer Forschung mit den italienischen Stellen und Kollegen. Vor allem aber ist es bemüht, im Wissen um die Gemeinsamkeit des archäologischen Erbes der Kulturnationen bei der Pflege, Restaurierung und Erschließung der Stätten und Monumente im Rahmen der eigenen Möglichkeiten mitzuwirken. Die Unternehmungen dehnten sich im letzten Vierteljahrhundert auf fast ganz Italien sowie auf die nordafrikanischen Länder Tunesien und Algerien sowie auf Albanien aus.
Neben der Pflege und Bereitstellung der unentbehrlichen wissenschaftlichen Apparate für die internationale Forschung sowie neben den eigenen Untersuchungen im Lande bemüht sich das Institut um die Förderung des lebendigen wissenschaftlichen Austausches durch ein reiches Angebot von Vorträgen und Kolloquien, oftmals in enger Zusammenarbeit mit Institutionen des Gastlandes oder auch den anderen Instituten in Rom. Gerade als ausländische Einrichtung ist es als Forum für solche Initiativen besonders geeignet. Dabei wendet sich das Institut bei den beiden wichtigsten Feiern im Jahr, dem Palilientag am 21. April sowie dem Winckelmannfest am 9. Dezember, dem Geburtstag von Johann Joachim Winckelmann, an eine breite interessierte Öffentlichkeit, während andere Veranstaltungen mit speziellerer Thematik vor allem dem internationalen Fachpublikum offenstehen.
Zu den traditionellen Anliegen des römischen Instituts gehört der jährlich von den Wissenschaftlern des Hauses veranstaltete „Pompejikurs“, der deutschen Gymnasiallehrern der altsprachlichen und historischen Fächer eine Vertiefung ihrer Kenntnisse der römischen Antike an einem besonders geeigneten Beispiel verschafft. Der große Zuspruch zu dieser Veranstaltung unterstreicht ihre Bedeutung. Nicht weniger gefragt ist die Teilnahme an den akademischen Fachkursen des Institutes und bei den an allen Wochenenden vom Januar bis Mai von den Institutsmitgliedern angebotenen Frühjahrsführungen in den Monumenten und Museen von Rom und Umgebung.
Als von der Bundesrepublik getragene Institution gehört das Institut zum Auswärtigen Amt. Die Mehrzahl der Forschungen kann aber nur mit der Hilfe dritter Förderungsinstitutionen wie der Deutschen Forschungsgemeinschaft, der Gerda Henkel Stiftung oder der Fritz Thyssen Stiftung geleistet werden. Das Gebäude in der Via Sardegna, das derzeit wegen umfangreicher Renovierungsarbeiten geschlossen ist, umfasst neben den eigentlichen Institutseinrichtungen auch einen Gästetrakt, der auswärtigen Wissenschaftlern für einen zeitlich begrenzten Aufenthalt vorbehalten ist. Nicht weniger wichtig für die Arbeit des Institutes ist die Dependance im Villino Amelung in der Via Andrea Cesalpino 1b, einer Villa, die 1904 von dem Architekten Ernst Wille für den Privatgelehrten Walther Amelung (1865–1927) errichtet worden ist. Dieses Haus dient zur kurzfristigen Unterbringung von Stipendiaten und anderen jungen in der Ausbildung befindlichen und länger am Institut arbeitenden oder an den Forschungsunternehmungen beteiligten Wissenschaftlern, etwa Inhabern des Reisestipendiums des Deutschen Archäologischen Instituts, und ermöglicht so deren flexiblen Einsatz vor Ort.

## Aktueller Zustand
Wegen baulicher Mängel im Bereich der Statik wurde das Gebäude des DAI Rom in der Via Sardegna 2006 für den öffentlichen Betrieb geschlossen. Im Herbst 2009 wurde ein Ausweichquartier in der Via Curtatone 4d bezogen. Bibliothek und Photothek stehen seit 26. Januar 2010 der Öffentlichkeit hier wieder zur Verfügung. 2015 wechselte das Institut in ein neues Ausweichquartier in der Via Valadier 37. Das Gebäude in der Via Sardegna 79 wird saniert und soll dem DAI in einigen Jahren wieder zur Verfügung stehen. Im Januar 2019 musste das Ausweichquartier erneut gewechselt werden, seit Juni 2019 ist die Abteilung in der Via Sicilia 136 zugänglich.

## Sekretäre und Direktoren der Abteilung Rom

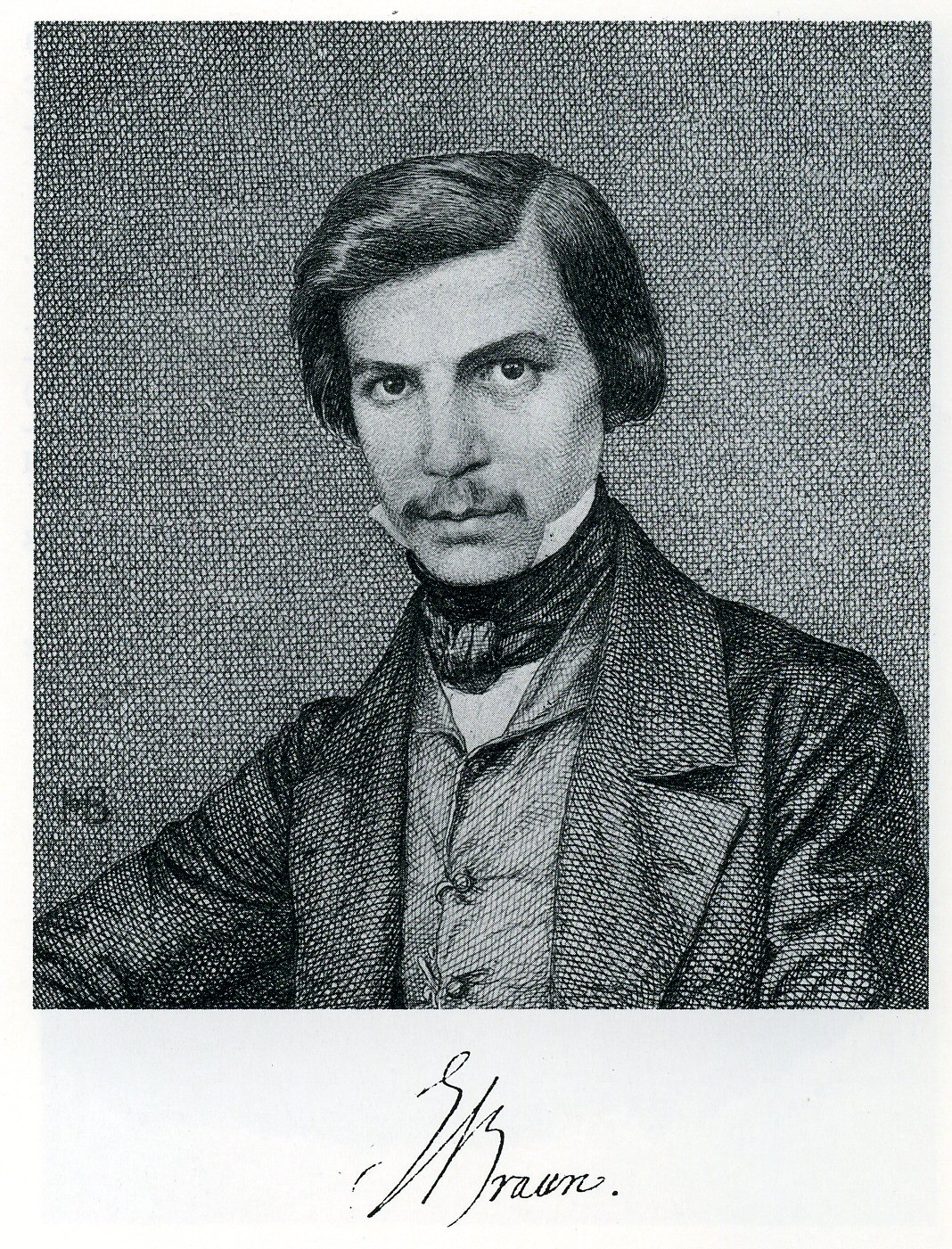
Emil Braun, um 1840/45; darunter Signatur Brauns

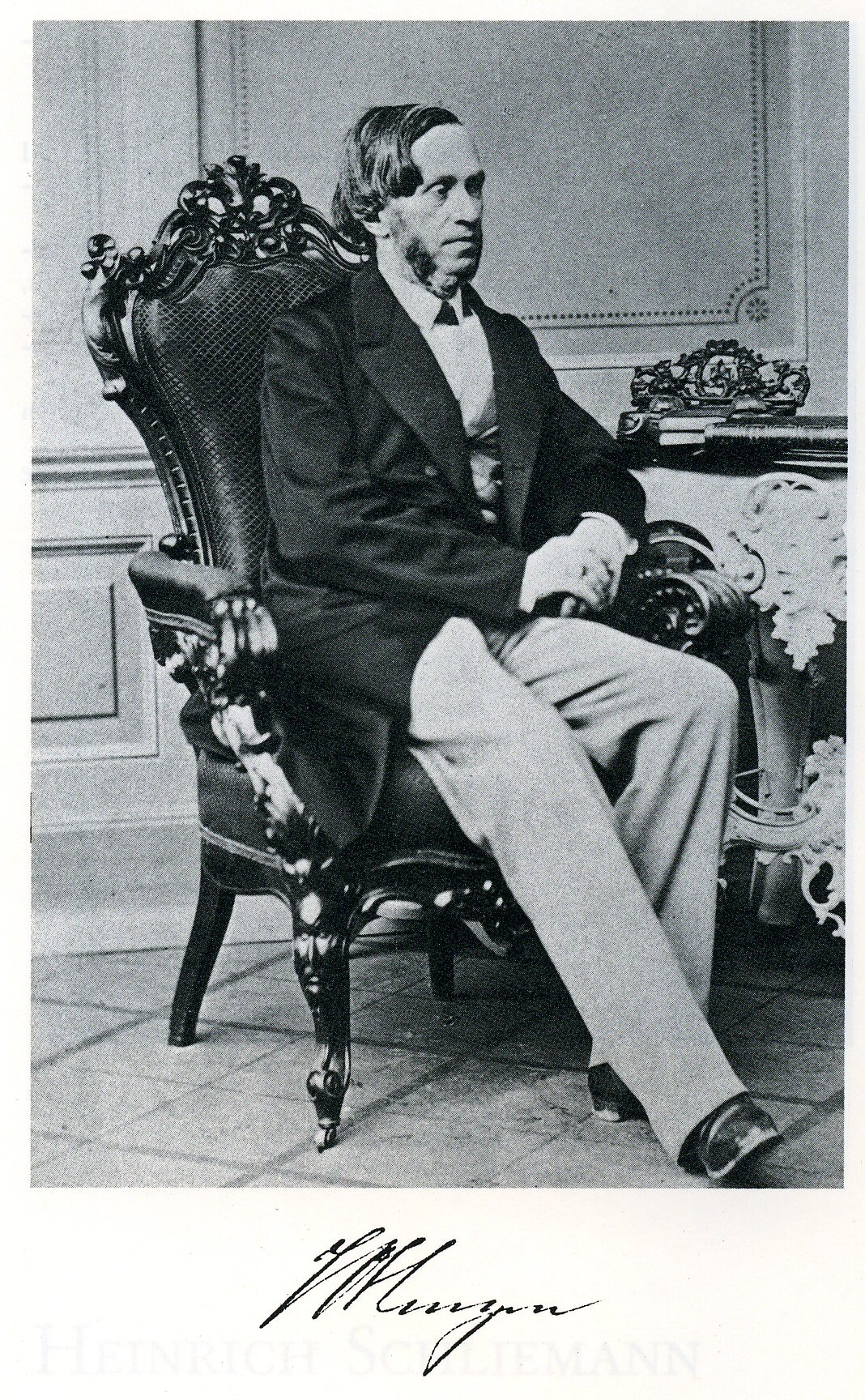
Wilhelm Henzen, um 1863

Dirigierende (erste) Sekretare (1887–1915) beziehungsweise Erste (Leitende) Direktoren (seit 1921)
- 1829–1832: Eduard Gerhard
- 1835–1856: Emil Braun
- 1856–1887: Wilhelm Henzen
- 1887–1905: Eugen Petersen
- 1905–1907: Gustav Körte
- 1908–1915: Richard Delbrueck
- 1921–1927: Walter Amelung
- 1928–1937: Ludwig Curtius
- 1937–1944: Armin von Gerkan
- 1952–1956: Guido Kaschnitz von Weinberg
- 1956–1961: Reinhard Herbig
- 1961–1984: Theodor Kraus
- 1984–1995: Bernard Andreae
- 1995–2002: Paul Zanker
- 2002–2006: Dieter Mertens
- 2006–2014: Henner von Hesberg
- seit 2014: Ortwin Dally

2. Sekretar (bis 1909) beziehungsweise Zweiter (Wissenschaftlicher) Direktor (ab 1924)
- 1845–1856: Wilhelm Henzen
- 1857–1865: Heinrich Brunn
- 1865–1887: Wolfgang Helbig
- 1887–1909: Christian Hülsen
- 1924–1936: Armin von Gerkan
- 1938–1945: Siegfried Fuchs
- 1954–1960: Rudolf Naumann
- 1961–1962: Theodor Kraus
- 1963–1969: Helmut Schläger
- 1970–1990: Hans-Georg Kolbe
- 1990–2002: Dieter Mertens
- 2002–2013: Klaus S. Freyberger
- seit 2014: Norbert Zimmermann

## Die Bibliothek
Bereits bei der Rückgabe des Instituts und seiner Bibliothek nach dem Ersten Weltkrieg wurde verfügt, die Bibliothek dürfe niemals aus Rom entfernt werden, die Bibliothek wurde jedoch trotzdem Anfang 1944 in das Salzbergwerk Altaussee im Salzkammergut gebracht. Dort wurde sie von alliierten Truppen gefunden und Anfang Februar 1946 nach Rom zurücktransportiert. Ab Dezember 1947 war die Bibliothek wieder in der Via Sardegna zugänglich. Als nach einer Zwischenverwaltung durch die Unione internazionale degli istituti di archeologia, storia e storia dell’arte in Roma im Jahr 1953 in einer Vereinbarung zwischen den drei Westalliierten, Italien und der Bundesrepublik Deutschland die Rückkehr aller deutschen wissenschaftlichen Institute in Rom in deutsche Trägerschaft vereinbart wurde, legte man fest, dass die Bibliothek nicht aus Italien entfernt werden dürfe und dass sie als ein Zentrum internationaler Forschung Wissenschaftlern aller Nationen ohne Einschränkung offenstehen müsse.
Heute besitzt die Bibliothek über 220.000 Bände und sammelt Literatur zur Klassischen Archäologie der Mittelmeerländer und der angrenzenden Gebiete, also zur Altertumskunde des griechisch-römischen Kulturkreises von der ägäischen Bronzezeit bis zum Ende des siebten nachchristlichen Jahrhunderts. Es werden Werke auch zur Klassischen Philologie und Epigraphik sowie zur Alten Geschichte erworben, Titel zur Provinzialrömischen Archäologie, zur Ur- und Frühgeschichte, zur Ägyptologie und Vorderasiatischen Altertumskunde kommen hinzu. Derzeit werden im Jahr weit über 2000 Monographien angeschafft und die Zahl der laufenden Zeitschriften beläuft sich auf rund 1200. Der Bestand ist im Bibliothekskatalog ZENON erfasst und konsultierbar.
Der Lesesaal im derzeitigen Quartier des Instituts in der Via Sicilia verfügt über 64 Plätze. Grundsätzlich steht die Bibliothek Wissenschaftlern aller Nationen offen, Studenten aus praktischen Gründen nur in eingeschränktem Maße, da sich das Institut als Forschungseinrichtung bewusst an ein qualifiziertes Fachpublikum wendet. Aus Platzgründen befindet sich nur ein Teil der Bücher in der Via Sicilia, die anderen Bände sind in einem Magazin außerhalb der Stadt untergebracht, können aber innerhalb eines Tages in den Lesesaal bestellt werden.
Bibliothekare
- 1836–1842: Wilhelm Abeken
- 1873–1880: Adolf Klügmann
- 1880–1888: August Mau
- 1883–1926: Alfred Joller
- 1927–1929: Axel von Harnack
- 1929–1945: Jan Willem Crous
- 1947–1949: Friedrich Wilhelm Deichmann
- 1953–1954: Gerhard Reincke
- 1955–1959: Hans Riemann
- 1959–1974: Hans-Herbert Völker
- 1974–2001: Horst Blanck
- seit 2001: Thomas Fröhlich

## Die Photothek
Die Einrichtung der Photothek Ende der 1920er Jahre unter Ludwig Curtius folgte dem Bedürfnis nach einem geeigneten Arbeitsinstrument, das der wachsenden Bedeutung von Photoaufnahmen für die formanalytische Auswertung archäologischer Objekte genüge leisten sollte. Die Sammlung umfasst gegenwärtig etwa 300.000 Photographien, von denen von etwa 200.000 Negative vorhanden sind. Die Sammlung ist nach den Hauptmaterialgattungen innerhalb der Klassischen Archäologie geordnet: Plastik, Porträt, Sarkophage, Relief, Architektur, Bauplastik, Topographie, Malerei, Mosaik, Terrakotten, Gold – Silber, Inschriften, Numismatik, Vor- und Frühgeschichte. Innerhalb dieser Gattungen gibt es Unterteilungen nach typologischen oder chronologischen Gesichtspunkten. Gleichzeitig sind die dargestellten Gegenstände topographisch geordnet. Die Photos sind nach diesen Ordnungskriterien als Originalabzüge zugänglich. Daneben werden diejenigen Photographien, deren Publikationsrechte beim Institut liegen, über die sogenannten Negativalben erschlossen. Hier lässt sich in einem schnellen Überblick feststellen, welche Stücke oder Ansichten als Abzüge in der Photothek bestellt werden können. Eine dritte Zugangsmöglichkeit zu den auf italienischem Boden befindlichen Denkmälern ist über die alphabetisch nach Städten geordneten sogenannten „Italienkästen“ gesichert.
Die Photothek des Instituts ist im Gegensatz zu anderen Photosammlungen, deren Hauptinteresse auf historischen Photographien liegt oder die spezielle Nachlässe verwalten, ein in ständigem Ausbau begriffenes Arbeitsinstrument. Die mit eigenem Fachpersonal und eigenem Photolabor durchgeführten Photokampagnen sind vor allem durch das Entgegenkommen der Altertümerverwaltungen des Gastlandes möglich. Es gilt heute insbesondere, durch regelmäßige Neuaufnahmen die Bestände zu ergänzen, Neufunde zu dokumentieren und veränderte museale Aufstellungen von bekannten Bildwerken photographisch für die wissenschaftliche Forschung festzuhalten.
Der Bestand der Photothek ist vollständig über die Datenbank Arachne recherchierbar.
Leiter
- 1928–1934: Hermine Speier
- 1937–1938: Siegfried Fuchs
- 1953–1955: Walter Nikolaus Schumacher
- 1955–1980: Hellmut Sichtermann
- 1983–1985: Hans-Ulrich Cain
- 1985–1998: Helmut Jung
- 2000–2011: Sylvia Diebner
- 2012–2014: Alexandra W. Busch
- seit 2014: Ralf Bockmann

## Die Veröffentlichungen
Die Publikation wissenschaftlicher Forschungen ist eine zentrale Aufgabe des DAI Rom. Dafür wurden verschiedene Formen der Buchveröffentlichung entwickelt.
Die seit 1886 jährlich erscheinenden Mitteilungen des Deutschen Archäologischen Instituts, Römische Abteilung (kurz: Römische Mitteilungen, Abkürzung RM) sind der unmittelbare Nachfolger der 1829 bis 1885 erschienenen Annali dell’Instituto di Corrispondenza Archeologica. Die Zeitschrift steht für Beiträge von Forschern aus aller Welt in den Sprachen Deutsch, Italienisch, Englisch und Französisch offen, die altertumswissenschaftliche Fragestellungen mit Schwerpunkt auf der Archäologie Italiens und Nordafrikas verfolgen.
Die monographischen Reihen sind wichtige Organe der Fachwelt für das Forschungsfeld des Institutes, wobei in erster Linie deutschsprachige Veröffentlichungen zum Zuge kommen. So haben die Ergänzungshefte der Römischen Mitteilungen (vollständig Mitteilungen des Deutschen Archäologischen Instituts, Römische Abteilung. Ergänzungshefte) ein starkes Profil im Bereich von Arbeiten, in denen besonders für die antike Skulptur vorbildliche Materialvorlage geleistet wird. Diese Reihe wurde 1999 mit Band 34 eingestellt.
Besonders hohe Bildqualität kennzeichnet auch die seit 1973 erscheinende Reihe der Sonderschriften des Deutschen Archäologischen Instituts Rom, die mit ihrem großzügigen Format in erster Linie für die Veröffentlichung von Architektur in anspruchsvollen Bauaufnahmen geführt wird. Schlankere und preisgünstigere Bände bilden die Reihe Palilia, die insbesondere für aktuelle und neue Fragestellungen offensteht und auch in Gestalt von Sammelbänden und Kolloquiumsveröffentlichungen aktuelle Bezüge sucht und findet.

## Realkatalog und Archäologische Bibliographie
Die Sacherschließung des Bibliotheksbestandes war am Instituto di corrispondenza archeologica von Beginn an mittels Zettelkästen betrieben worden. Daraus entstand der sogenannter Realkatalog. Die jährlichen Neuzugänge wurden in gedruckter Form ab 1914 als Bibliographie zum Jahrbuch des Deutschen Archäologischen Institutes, ab 1933 als Archäologische Bibliographie angezeigt. August Mau verfasste von 1900 bis 1902 die erste gedruckte Bibliographie. Mit der Einbeziehung von Aufsätzen und Neuerwerbungen durch Eugen von Mercklin und Friedrich Matz versehen, wurde von 1913 bis 1932 schließlich die gesamte am römischen Institut vorhandene Literatur zu den Altertumswissenschaften bis zum Erscheinungsjahr 1925 in einer bibliographischen Gliederung vorgelegt. Um diesen als Arbeitsinstrument allgemein zugänglich zu machen, wurde 1958 ein neuer Realkatalog in Angriff genommen, zunächst in Form einer Sachkartei in Zettelformat. Von diesem wurde 1969 eine photomechanische Ausgabe in 13 Bänden gedruckt, 1985 eine Mikrofiche-Fassung vorgelegt.
Seit 1976 wurde der jährliche Zuwachs in eigenständiger gedruckter Form als Archäologische Bibliographie herausgegeben. Die gedruckte Ausgabe wurde mit dem Band 1993 eingestellt. Seit 1990 ist die neuere Literatur, seit 1992 die gesamte Bibliographie vom Erscheinungsjahr 1956 an, digital erfasst und verschlagwortet. Zunächst arbeitete man dabei mit dem altertumswissenschaftliche Datenbankprojekt Dyabola zusammen. Die Archäologische Bibliographie wird in ihrer alten Form nicht mehr weitergeführt, sie ist im seit 2002 nutzbaren Online-Bibliothekskatalog aller DAI Bibliotheken (ZENON DAI) aufgegangen.
Bearbeiter des Realkatalogs
- 1888–1909: August Mau
- 1909–1915: Eugen von Mercklin
- 1925–1930: Friedrich Matz
- 1966–1993: Werner Hermann
- 1993–2015: Richard Neudecker

## Projekte
Derzeitige Feldforschungsprojekte des Institutes sind:
- Ephesos, Sieben-Schläfer-Zömeterium (Türkei)
- Fabrateria Nova (Italien)
- Karthago, Zirkus und Quartier Magon (Tunesien)
- Metapont (Italien)
- Pompeji, Casa dei Postumii (Italien)
- Rom, Columbarium des Scribonius Menophilus
- Rom, Domitilla-Katakombe
- Rom, Domus Aurea
- Selinunt (Italien)
- Vetulonia, Häfen (Italien)

Abgeschlossene Projekt beschäftigten sich unter anderem mit:
- Albano Laziale, Kastell (Italien)
- Apollonia (Albanien)

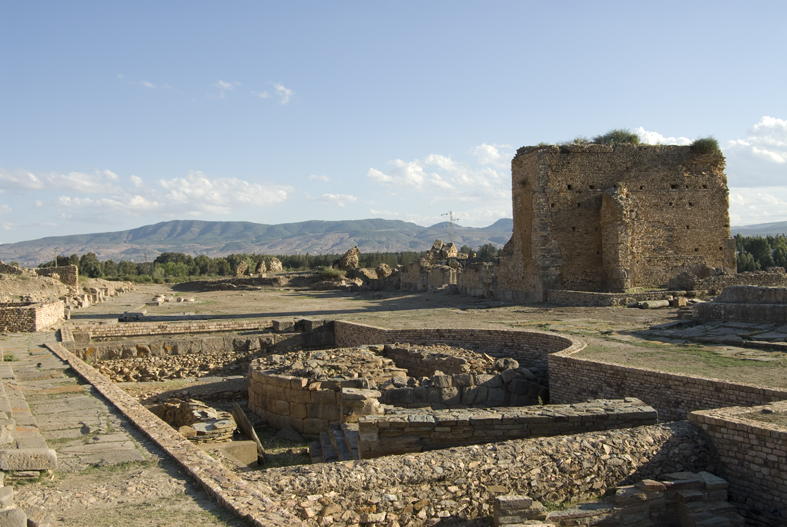
Chimtou, Römisches Forum

- Castel Gandolfo, Villa des Domitian (Italien)
- Simitthus / Chimtou (Tunesien)
- Rom, Kolosseum
- Rom, Basilica Aemilia
- Syrakus, Stadtmauer (Italien)
- Teano, Theater (Italien)

Die aktuellen Forschungsprojekte des DAI Rom sind auf der Homepage des Institutes verzeichnet.